# Шмаков Олексій Семенович
Олексій Семенович Шмаков (1851, Єлисаветград— 25 червня 1916, Москва) — російський присяжний повірений, журналіст, політичний діяч. Один з керівників Російської монархічної партії, чорносотенець. Цивільний позивач у гучній справі Бейліса. Автор ряду націоналістських і антисемітських книг і брошур.

## Життєпис
Народився в Єлисаветграді в дворянській родині. Закінчив юридичний факультет Новоросійського університету в Одесі, після чого деякий час перебував на державній службі, обіймаючи посаду судового слідчого в одній з південних губерній. Потім переїхав до Москви, став присяжним повіреним при Московському окружному суді, був помічником у знаменитого адвоката Федора Плевако.

### Юридична діяльність
Прославився як юрист після справи «Соньки-золотої ручки» і справи Мельницького. Найбільша популярність прийшла після справи ротного офіцера Заболоцького в 1881 році, де Шмаков виступив його адвокатом. Виступав на боці захисників організаторів погромів в Кишиневі (судовий процес проходив у листопаді-грудні 1903 року) і в Гомелі (процес проходив з жовтня 1904 по січень 1905 року). На процесі у справі Бейліса в 1913 році, Шмаков разом з Георгієм Замисловським виступив повіреним за цивільним позовом від родичів жертви.

### Політична діяльність
Виступав як діяч правого й антисемітського спрямування. У 1890 році опублікував відкритий лист, направлений до присяжних повірених Московського округу, в якому Шмаков висловив занепокоєння з приводу збільшення числа євреїв у адвокатурі. Був членом у багатьох чорносотенно-монархічних організаціях. Був одним з членів-засновників Російської монархічної партії, членом Російських монархічних зборів, Союзу російського народу, Російських зборів.
З 1904 до кінця життя був гласним Московської міської думи (в 1908 році переобраний).
Брав участь в роботі VII з'їзду об'єднаних дворянських товариств Росії (12-13 лютого 1911 року).
Був теоретиком расового підходу в розгляді єврейського питання, розглядаючи цю тему в аспекті протистояння «арійської і семітської раси». Стверджував, що євреї, керуючись талмудичною логікою, мають свій таємний світовий уряд.

### Благодійна діяльність

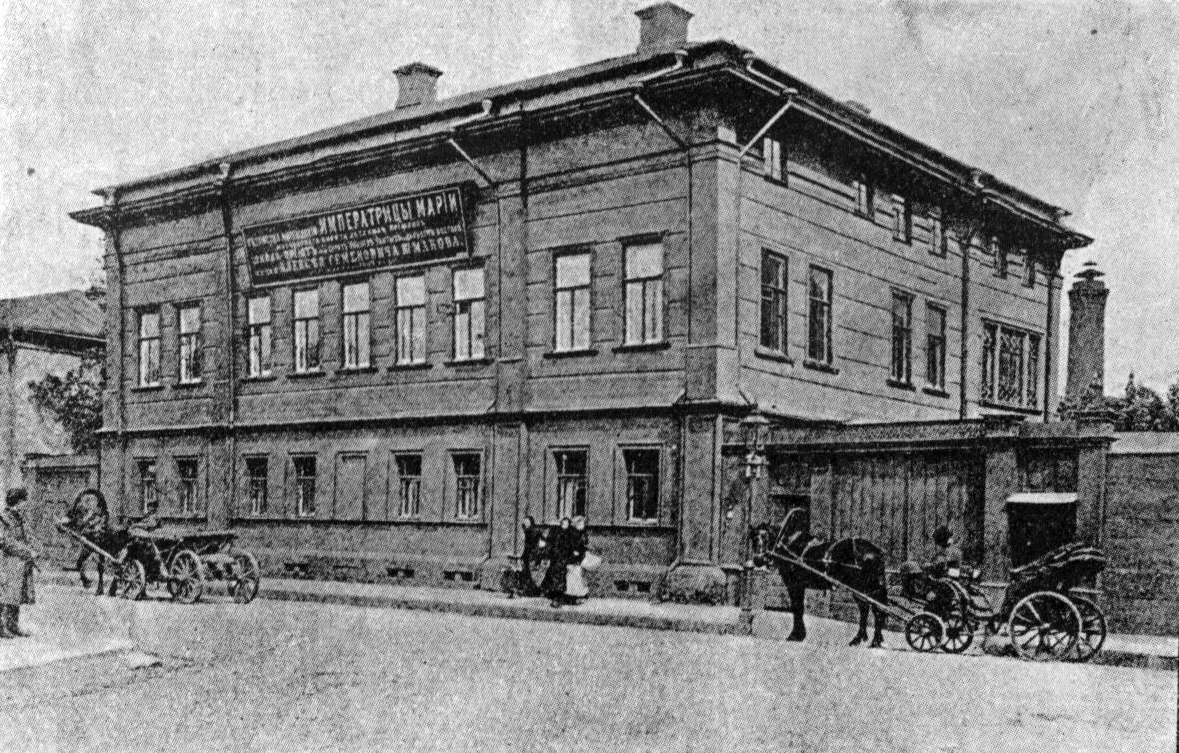
Будівля притулку для сиріт воїнів, загиблих у війні, імені А. С. Шмакова, в Бутіковському провулку, відкритому в 1907 році.

З номера газети «Московські губернські відомості» за 13 лютого (31 січня) 1907 року. / ... / Государ Імператор / ... / Височайше зволив на прийняття Московським радою дитячих притулків капіталу в 60000 руб.4% свідченнями державної ренти, всього за номінальною вартістю 82000 руб., Подарований присяжним повіреним Олексієм Шмаковим, з тим:
1) щоб з цього капіталу 10000 руб. були передані Миколаївському дитячому притулку в Москві, в якому виховуються дівчатка-сироти військових, - на перебудову будинку притулку,
2) щоб відсотки з решти капіталу були звернені на влаштування та утримання нового дитячого притулку відомства установ Імператриці Марії для сиріт-хлопчиків з-поміж дітей нижніх чинів, убитих під час російсько-японської війни,
3) щоб притулку присвоєно було найменування «притулок імені Олександра Семеновича Шмакова для дітей військових»,
4) щоб він перебував у віданні московської ради притулків / ... /
6) щоб в притулок приймалися найбідніші і безпорадні хлопчики, перш за все круглі сироти, переважно православні і в усякому разі росіяни по крові, причому не повинні бути прийняті особи юдейського походження, і
7) щоб згодом, коли зазначених сиріт не виявиться, внесок Шмакова бути визначений на іншу добру справу, на спільний розсуд ради і жертводавця.

## Публіцистична діяльність
У 1897 році видав переклад на російську мову антисемітського памфлету "100 законів Шулхан арух ".

## Діти
Син — Володимир Олексійович Шмаков, теоцентричний представник філософського езотеризму першої чверті XX століття.

## Список творів
- Судебные ораторы во Франции. — М., 1887.;
- Еврейские речи. — М., 1897.;
- Минский процесс. Дело о сопротивлении еврейских скопищ военным патрулям. (Краткий очерк судебного следствия). — М., 1899.;
- Гомельское дело. Речь А. С. Шмакова. — М., 1905.;
- Свобода и евреи. — М., 1905.;
- Евреи в истории. — Харьков, 1907.;
- Дело о погроме евреев в Вязьме, 19—20.10.1905. — М., 1907.;
- Погром евреев в Киеве. Очерк. — М., 1908.;
- Дело «Соединенного» банка. — М., 1909.;
- Съезд Объединенных Дворянских Обществ. СПб. Речь по еврейскому вопросу, произнесенная 12 и 13 февр. 1911 А. С. Шмаковым, уполномоченным Московского дворянства. — М., 1911.;
- Жид биржевой. — М., 1910?.;
- Международное тайное правительство. — М., 1912.;
- Еврейский вопрос на сцене всемирной истории. Введение. — М., 1912.;
- Впечатления о деле Бейлиса (доклад прочитанный в Русском Собрании). — 1913.
- Речь А. С. Шмакова в защиту С. К. Глинки. — М., 1915.

### Переклади книг
- Еврейское зерцало в свете истины. Научное исследование Д-ра Карла Эккера (перевод с немецкого). — 1906.

### Заборона в Росії
На підставі рішення Головінського районного суду міста Москви від 18.03.2015 книга А. С. Шмакова «Євреї в історії», видана в Москві в 2011 році, була внесена в Федеральний список екстремістських матеріалів під № 2931. На підставі рішення Басманного районного суду міста Москви від 14.12.2015 книга Шмакова А. С. «Міжнародний таємний уряд», видана в Москві в 2013 році, була внесена в Федеральний список екстремістських матеріалів під № 4183.